# Isla Goli
La Isla Goli (en croata: Goli Otok que literalmente quiere decir Isla estéril o Isla árida) es una isla frente a la costa norte del Adriático, situada entre el litoral noreste de la isla de Rab y el continente, en lo que hoy es el condado de Primorje-Gorski Kotar, Croacia, La isla es árida y está deshabitada. Su costa norte es casi completamente despejada, mientras que el sur tiene una pequeña cantidad de vegetación, así como una serie de calas. 
La isla fue desde los inicios de Yugoslavia hasta su cierre en 1956 una prisión para encerrar a jefes políticos. La cárcel estuvo bajo secreto hasta que se descubrió que los prisioneros vivían en condiciones inhumanas, cerrando la cárcel. Los presos debían de hacer trabajos al aire libre durante unas doce horas, después dormían en sus celdas seis horas y las otras seis eran tiempo libre y las comidas. Se estima que murieron de 400-600 prisoneros por diversas razones, y hoy en día sólo los pastores viven en la isla.